# せっかくチートを貰って異世界に転移したんだから、好きなように生きてみたい
『せっかくチートを貰って異世界に転移したんだから、好きなように生きてみたい』（せっかくチートをもらっていせかいにてんいしたんだから、すきなようにいきてみたい）は、ムンムンによる小説。略称は「せっかチ」。
2016年8月に小説投稿サイト小説家になろうに投稿されていたが、同年10月に同サイトのR-18版姉妹サイトであるノクターンノベルズに移動した。2017年11月から書籍版がGCノベルズ（マイクロマガジン社）より刊行開始。
メディアミックスとして、2018年3月からブッチャーUによるコミカライズ版がウェブ漫画雑誌『コミックライド』で連載されている（2020年10月以降は同誌の増刊『コミックライドアドバンス』へ移籍）。
2020年11月時点でシリーズ累計発行部数は30万部を突破している。
なお、前述のような媒体での連載ではあるものの、主人公と娼婦たちの性描写は何かしらの作品のパロディを含むコミカルなバトルに置き換えるなど、間接的な描写となっている。

## あらすじ
建築現場で事故死した佐藤太郎（タウロ）は、神らしき存在によって高位の治療魔法とポーション作成能力を授けられ、異世界に転移させられる。そこは剣と魔法が存在するうえ、性におおらかで娼館の社会的地位が高い、ファンタジー世界だった。タウロはポーション作成能力のおかげで所持金に余裕もでき、娼館通いを堪能しながら性技能を向上させていく。
薬師としての体を繕うべく庭に薬草を植え、水替わりにポーションを撒いたところ、庭は森のように生い繁り、Sランクポーションを与えた草は世界樹に変貌した。エルフ娼館で人族として初めてエルフの「天国の門」を開けたタウロは、イモムシに似た精霊獣イモスケを与えられる。イモスケは友人のダンゴムシに似た精霊獣ダンゴロウを呼び寄せ、タウロはこの2匹を家族同様に扱い、庭の森の管理を任せる。
ある日、騎士（戦闘用の巨大ゴーレム）の体験操縦で騎士操縦への適正が判明したタウロは、騎士操縦士学校へ入学する。騎士との同調能力が高く、操縦能力は高いもののダメージを受けた際の痛みが人並み以上だったタウロは、娼館仲間で王国騎士団員のコーニールの助言により、相手との距離をとった攻撃魔法を使用する戦法に切り替える。逃げ回りながら遠距離攻撃を多用するタウロの戦法は王国騎士団から卑怯だと否定されるが、商人ギルドからは高評価を受け、専属操縦士として雇われる。

## 登場人物
作中の登場人物の多くがタウロによるあだ名で表記され、固有名詞のつく登場人物は少ない。
タウロ / 佐藤太郎（さとう たろう）
主人公。30歳。建築現場の監督を務めていたが、現場の隙間に張られていた板を踏みぬいて落下するという不慮の事故による死亡を経て石像のような神らしき存在から高位の治療魔法とポーション作成能力というチート能力を授けられ、異世界に転移させられる。本名をもじってタウロと名乗り商人ギルドに登録後、先述の能力で稼いだお金で王都の高級娼館「ジェイアンヌ」などへの娼館通いを堪能する。騎士の操縦士に憧れ試しに搭乗すると、チートの感覚で難関な騎士の操縦に見事成功し勧誘されるがまま操縦士学校に入校する。少量の魔力で騎士と同調し校内で操縦は誰よりも優れているが、同調が強い故に騎士への衝撃が自身への痛覚となり接近戦が苦手。魔法攻撃の杖（銃に近い）を使った戦法で成績上位に食い込むが周りからの評価は悪く、定期実技試験上位者への騎士団訓練参加を認められず見限って退校する。たが実技試験を観戦した商人ギルド長等の計らいで商人ギルド所属の操縦士として夢を叶える。
老嬢（オールド・レディ）
商人ギルドが所有するB級騎士でタウロの愛騎。タウロ以前に雇われていた搭乗者は接近戦至上主義で無意味に騎体に負わせるダメージが大きく、費用が嵩んでいたが、騎士の破損を避ける安全重視の戦い方からギルド長直々に抜擢されたタウロの乗騎となる。作られてから300年と現存する騎士の中でも旧式の部類で騎士本体と装甲が別々の設計となっている。騎士が破損した場合、本体は魔法陣内で養生することで回復するが、装甲部は新造・交換する必要があるなど運用コストが高い（そのため、現行騎は装甲を含めて一体成型されている）。しかし、装甲部は別パーツということで騎士との同調律が高く、受けるダメージに対して過敏なタウロにとってはありがたい利点がある。現行騎と比べても出力が低いとされているが、搭乗者の魔力次第で現行騎を凌駕するパワーを発揮する。 実は少ない魔力でも動かせるよう各部装甲内側に補助魔法陣が施されており、それがタウロの高い魔力で動こうとする老嬢自体と干渉して不具合を起こしていたが、補助魔法陣を取り払い騎士の動きを阻害しない軽量な新規装甲に換装される。
ドクター・スライム
タウロの花柳界でのあだ名。相手の感度（魔力の流れ）を目視できる「魔眼」と、魔力を練ることにより得られる仮想砲身「星幽刀（アストラル・ソード）」を駆使する。「死ぬ死ぬ団」の首領を名乗るときもこの名を使い、金色のドミノマスクを装着している。

### 精霊獣
イモスケ
タウロの眷属である精霊獣で「森の賢人」という種族。精霊の森でエルフ達に虐げられていたが、タウロがエルフの「天国の扉」を開いた功績により召喚される。眷属となりタウロの庭、薬草樹を管理している。アゲハの五齢幼虫そっくりの外見をしていて、望む植物の種を糞として生み出すことができ、タウロが要望した文旦に似た幻の果実、アムプロシアを栽培した。死ぬ死ぬ団の副首領。
ダンゴロウ
イモスケの友人である精霊獣。精霊の森でエルフ達に虐げられていたが、イモスケの招きでタウロ家にやってきた。タウロの眷属となり死ぬ死ぬ団での階級は将軍。栗のイガを鎧として纏っている。
ザラタン
亀に似た巨大な精霊獣。虐げられていたイモスケ達とは異なり、エルフ達からも尊敬されている。精霊の森にある湖に住んでいたが、後に好物のアムブロシアを求めタウロが庭に作った池に移住する。

### 娼館関係者
異世界では娼婦も神聖なもののひとつとして扱われるため、よほど低レベルか悪質な場合を除いて蔑視されることはなく、むしろハイレベルな人物は「神前試合」という神事に出場できる。正業副業を問わず様々な人が働いている。
教導軽巡さん
王都御三家の一つ「ジェイアンヌ」の娼婦にして新人達の指導役で、タウロ一番のお気に入り。卓越した性技能を兼ね備えるが己に厳しく過信せず向上に余念がなく、過去に神前試合にも出場している。サイドラインに（本人が遠慮して）座らずも館内での地位、コンシェルジュの信頼も高い陰のナンバーワン。重い病気を患い隠していたが、タウロに治療魔法で治して貰い次第に好意を抱く素振りを見せる。新人教育の名目でタウロとのプレイを教え子の前で行うが、暴走したタウロに弱点の後ろを掘られ完全敗北。三週間に渡って極楽浄土を彷徨った。娼館のルールを破るなど横暴な客相手には罰として禁じ手を解放、相手が干乾びるまで容赦無く搾り尽くす。
爆発着底お姉様
「ジェイアンヌ」のサイドラインに君臨する娼婦。美貌、巨乳と相まう最高級嬢でありながら、王立魔法学園の生徒でもある。故にお相手したお客の嗜好やプレイ内容をノートに書き留め、次回に反映するなどと研究熱心。最初はタウロとのプレイを楽しんでいたが、「魔眼」を会得したタウロに学業に支障がでる程負かされ一時避けるようになる。神前試合にて帝国の死神に勝利するが、準決勝ライトニングとの試合は互いに失神し引き分ける。優勝は逃すも死神戦の勝利で箔がつき予約が殺到、名実ともに「ジェイアンヌ」のナンバーワンとなる。
クールさん（ユニコーン）
「ジェイアンヌ」のサイドラインに君臨する娼婦。無表情な美女で固定客も多く、学生時から教導軽巡さんと張り合う実力者。最前線で手練れのお客と戦っていたが、偶然口にした禁断の果実（初物）の味にハマり、初物を求め自ら志願しタウロの改造施術を受けたのち「死ぬ死ぬ団」の怪人「初物喰らい（ユニコーン）」としてタウロに忠誠を誓う。幼子から晩年まで初物なら糸目を付けないが彼女曰く、前が未使用でも後ろが貫通済みだと価値を失う。神前試合では無類の強さをみせ見事優勝し、公衆の面前で優勝賞品の初物を喰い散らかした。以降店では初物しか受け付けず、幻の姫と呼ばれる。
ツインテール (ツインテ)
「ジェイアンヌ」の娼婦であり教導軽巡の友人。媚薬事件の被害を受けタウロに治療をして貰う。しかし教導軽巡さんとのコンビネーションの施術に、極楽浄土に召されかけ感度が上がりまくり戻らなくなる。その後、敏感系や繊細なお客に人気が高まり「ジェイアンヌ」に無くてはならない存在となる。後遺症で「極楽浄土」と聞くだけで達してしまう。クールさんが初物専属になる前は彼女に初物が流れる形となっていた。
人狼（ワァーウルフ）のお姉さん
「ジェイアンヌ」の娼婦であり教導軽巡の親友。トップクラスの娼婦に比べると腕が劣るが、人狼の膂力を活かしたプレイが得意。人狼特有の発情期があり「優秀な遺伝子を求める本能」が暴走し、タウロに襲い掛かるが自爆。教導軽巡さんのピンチに駆けつけ息のあったタッグプレイもこなす。漫画版ではタウロに友人の治療を懇願し、その礼に薬草樹の苗を渡す。
地味子ちゃん
王家御三家の一つ「キャサベル」の娼婦。黒髪で眼鏡を掛け委員長が似合う容姿。見た目地味だが癒される雰囲気が特徴。タウロが会得した「魔眼」の被験体となる。家族の為に黄金の美食家の嗜好に自らを捧げた事がトラウマとなり密かに恨んでいる。
エルダ
王都周辺の都市「アウォーク」の娼婦。転移したばかりで調子に乗っていたタウロにきつい灸を据える。一見すると美しいが実際はかなりの高齢で、化粧がはがれた素顔はエルダーリッチのようなのでタウロから「エルダ」と呼ばれるようになった。洗脳魔法により男共を奴隷にし、金と精力を搾り取っている。実は人間ではないことがが示唆されている。

### 商人ギルド
タウロが所属する商人ギルドの関係者。健全な物流とその維持が人々の生活を支えていると認識しており、タウロからは王宮の貴族・王族などより好印象を持たれている。
ギルド長
商人ギルドを束ねる老獪な商人。小柄でゴブリンそっくりの外見をしているのと、老いて尚衰えぬ精力のためタウロは心の中で「ゴブリン爺ちゃん」と呼んでいる。熟女好き。
副ギルド長
見た目がサンタクロースによく似た老人。穏やかな雰囲気だがギルド長同様かなりのやり手。裕福な商人一家の出で私物は高級品が多い。結婚しており孫娘がいる。
主任
タウロのポーション買取担当者。原作では「強面」と描写されるが、漫画版では子供のように小柄な男性である。重度のアイドルオタク。妻と娘がおり、少ない小遣いをやりくりして娼館に出掛けている。神前試合初戦で熟女子爵に秒で負けた。
草食整備士（火酒のお兄さん）
商人ギルド所属の騎士整備士で、線の細い若者。草食系の雰囲気を持つが騎士にかける情熱は凄まじく、のめり込むと数日徹夜で作業をすることも多い。タウロと老嬢の潜在能力を見抜き、それを発揮できるよう改修を行う。
娼館などは照れがあり苦手な模様。だか箍が外れると肉食獣と化し、見境なく娼婦に襲い掛かってしまう。

### 王国騎士団
巨大ロボット「騎士」の操縦士による騎士団。かつての戦争では活躍したようで国家防衛の花形とされているが、過去の激戦を美化して近接戦（ようは殴り合い）こそ騎士の戦い方だという風潮が蔓延っている。タウロの一撃離脱（ヒット&アウェー）の戦法を卑怯者だと見下し、成績上位にも関わらず訓練参加を認めなかった。重騎馬討伐に失敗して上層部が崩壊・団長騎を私物化していた騎士団長が騎士籍剥奪という形で追放され、それまで下級騎士として冷遇されていた者たちを中心に再編される。
コーニール
タウロの娼館通い仲間で「大人のグルメクラブ」を結成する。マッチョでスケベな王国騎士団団員であり、男の娘と中性的な容姿の男がイケる両刀使い。タウロにも男の娘を薦める。当初はC級騎士乗りであったが、王国騎士団上層部が壊滅後は団のナンバースリーの地位に就く。必殺技および二つ名は「串刺し旋風」。
バイキング
深い青色のA級騎士。名付け親はタウロ。元は第二王子の乗る「王家の青（ロイヤルブルー）」と呼ばれていたが、ランドバーン会戦後にコーニールの愛機となる。小剣の二刀流。

黄金の美食家（グルメ・オブ・ゴールド）
騎士団上層部に反抗していたために長い間下級操縦士止まりであったが、上層部崩壊後に騎士団長に抜擢された。特殊な嗜好のため、出入り禁止の娼館が多い。
黄金騎士（ゴールドナイト）
騎士団長の愛機。全身が金色に塗られており、両肩と頭にはスーパードライホールを思わせる装飾がある。

ポニーテール（ポニテ）
きつめの顔立ちをしたポニーテールの少女。タウロと同時期に操縦士学校におり、卑怯な戦い方をするタウロを毛嫌いしている。操縦士不足となった王国騎士団に採用される。一時期制服娼館でバイトをしており人一倍熱い腟内はタウロもお気に入り。バイトの理由はエルフ男娼の洗脳魔法に掛かり、通い詰めて貢いでいたからで状態異常に気付いたタウロによって洗脳は解かれた。娼館での仕事には熱心だが、態度が高圧的で固定客はタウロのみ。神前試合の内容を特集した雑誌を読み込んでクールさんの技なども模倣しているが、ライトニングを真似たタウロにあっさり返り討ちされる。
巨乳おかっぱ編み込みちゃん
操縦士学校の生徒で、ポニテと仲が良く常に隣にいる。一緒に娼館でのバイトを始め、同時に操縦士となる。爆発着底お姉様と張る程の超巨乳なのだが、性技の向上心やサービス精神がみられないマグロ状態。見兼ねたタウロに胸だけで絶頂するよう改造され、世のオッパイ星人共に大層可愛がられる。
元団長
重騎馬討伐失敗を切っ掛けに更迭された王国騎士団の団長。団長騎を私物化しながら、騎士の破損を惜しみ格納庫の中で磨かせていたという点も批判されて操縦士資格を剥奪される。処分に納得せず、団長騎を盗み出して王国と帝国の会戦の場に乱入するが、部下を犠牲にする有り様に「操縦士の資格はない」と討ち取られた。
団長騎
国の予算で自分の趣味に寄せた仕様を加えた代物。帝国側からは「箱入り娘」と呼ばれる。遠距離攻撃魔法「英雄の裁き」を使うが、そのための魔力は秘密裏に施した魔法陣で下級騎士から奪うというもの。

### 帝国
王国の西にある帝国。現皇帝は大陸統一を狙う。他国の動きには敏感で表裏双方での調査を行うほか、各種の攪乱工作も行っている。
死神
帝国騎士団の操縦士でA級騎士乗り。長身痩躯で猫背と目の下の隈が特徴の不健康そうな男。自身の異様に長く反り返った大鎌（デスサイズ）が死神たる所以。騎士戦、肉弾戦ともに大鎌を用いて攻撃する。神前試合で爆発着底お姉様を追い込むが敗北。その後、新たな才能に目覚める。
熟女子爵
帝国の寂れた領土を治める領主であり、優れた操縦士でもある。性技も上級レベルで異性の視線を感知する能力を持つ。神前試合初戦で主任を圧倒し、二回戦でタウロと対決。執拗に焦らす責めにより絶頂後、身体の水分量を無視した潮を噴射し敗北。観客席にまで降り注がれ、上空に綺麗な虹を描いた。
ニセアカシア国に侵攻した際、派遣されたタウロと騎士で再戦。攻撃を感知し回避するなど善戦するがタウロの一撃で騎士内で絶頂噴射。敗戦姦を自ら要求し、全員を骨抜きにし神前試合の雪辱を果たす。だがタウロは元からやる気は無く、ご褒美として快楽に身を委ね、しれっと愛撫で彼女の箍を外していた。その後、他の男共相手に絶頂して部屋が水没し扉が決壊した。
ローズヒップ伯
がっしりとした体躯の男性。直属の騎士団「薔薇騎士団（ローズナイツ）」を有する。男色を好み、「破城槌（パイルバンカー）」という必殺技を持つ。

### エルフ
オスト大陸北部の精霊の森に居座る長い耳と美しい容姿を持つ亜人種。美しいと言っても人間種基準でそうというだけで、彼らの基準ではない。だが、人間から見ると美形揃いで娼館を経営して男女双方に繁盛している。実際には人間種を見下している。これは人間種のセレブ層が人間の魔力では使いにくいエルフ用の魔道具を見栄で購入しているなどの理由もある。人間種の顔は判別できず一見しただけでは個人を見分けられない。女性エルフは「深きもの」の異名で知られ、一般的な人間種男性では届かない上、必要以上に感じないよう性感帯を魔法で封じているほか、男性エルフも自慢の逸物だけではなくエルダと同様に洗脳魔法も使って女性客を虜にし貢がせている。女性エルフは変装したタウロによって性感帯を解放され、流した噂を聞いた客が殺到し対処しきれなくなり閉店。
世界樹と呼ばれる巨大な樹があり、見た目が悪いとだけで魔力を得ようと世界樹に近づく精霊獣等でさえも攻撃し生態系を壊し得られる利権を独占していた。だがそうとは知らないタウロが新しい世界樹を育てたことで、それまで得られた利益が減少し、精霊の森にある世界樹自体も寿命を迎えて衰え始めている。独占欲が強くポーションの原料となるアムブロシアを自らの手で絶滅させる。挙句の果て、ザラタンがタウロから貰った実にまで手を出した事によりザラタンが去り、湖の浄化が無くなり森自体が徐々に劣悪化してしまう。
騎士（ゴーレム）に関しても独自の技術を持ち、飛行可能な上「遠隔操縦による無人機」を運用するほか、有人機は男女2名が同乗して魔力を合わせることでより強力な運用を可能としている。

### その他の国
ライトニング
神前試合の出場者で北部諸国のひとつ「ニセアカシア国」出身。格闘家であり、道場を継ぐために戦っている。必殺技は連続3回突きの「ライトニング・ソード」だが、腰への負担が大きい。神前試合に優勝したことで母国が所有する唯一の騎士操縦者に選ばれる。
タウロに何度か窮地を救われており、深い尊敬の念を抱いている。
樽人形（バレルドール）
ニセアカシア国が所有する唯一の騎士。文字通り樽型の胴体に蛇腹状の手足という特徴的な外観を持つ。これを所有することで辛うじて国としての体裁を保っているが、長らく操縦者がいなかった。数代前の王によって神前試合優勝者に任せることになっていてライトニングが操縦者に任命される。ライトニング自身は騎士操縦の経験どころか適性試験さえ受けていなかったが、タウロによって施された治療魔法を受けた感覚をもって同調を果たし起動させる。

## 書誌情報

### 小説
ムンムン（著）・水龍敬（イラスト）、マイクロマガジン社〈GCノベルズ〉、既刊10巻（2023年2月28日現在）
| 巻数 | 発売日         | ISBN              |
| ---- | -------------- | ----------------- |
| 1    | 2017年11月30日 | 978-4-89637-673-9 |
| 2    | 2017年12月26日 | 978-4-89637-683-8 |
| 3    | 2018年5月30日  | 978-4-89637-752-1 |
| 4    | 2018年11月30日 | 978-4-89637-837-5 |
| 5    | 2019年4月27日  | 978-4-89637-877-1 |
| 6    | 2020年1月30日  | 978-4-89637-972-3 |
| 7    | 2020年8月31日  | 978-4-86716-046-6 |
| 8    | 2021年6月30日  | 978-4-86716-156-2 |
| 9    | 2022年4月30日  | 978-4-86716-283-5 |
| 10   | 2023年2月28日  | 978-4-86716-397-9 |

### 漫画
ブッチャーU（漫画）・ムンムン（原作）・水龍敬（キャラクター原案）、マイクロマガジン社〈ライドコミックス〉、既刊10巻（2025年1月31日現在）
| 巻数 | 発売日         | ISBN              |
| ---- | -------------- | ----------------- |
| 1    | 2018年11月30日 | 978-4-89637-841-2 |
| 2    | 2019年4月27日  | 978-4-89637-879-5 |
| 3    | 2020年1月30日  | 978-4-89637-979-2 |
| 4    | 2020年9月30日  | 978-4-86716-059-6 |
| 5    | 2021年6月29日  | 978-4-86716-154-8 |
| 6    | 2022年2月28日  | 978-4-86716-251-4 |
| 7    | 2022年9月29日  | 978-4-86716-336-8 |
| 8    | 2023年6月29日  | 978-4-86716-436-5 |
| 9    | 2024年4月26日  | 978-4-86716-564-5 |
| 10   | 2025年1月31日  | 978-4-86716-702-1 |